# Platysphaera
Platysphaera là một chi bọ cánh cứng trong họ Chrysomelidae.
Chi này được miêu tả khoa học năm 2001 bởi Medvedev.

## Các loài
Các loài trong chi này gồm:
- Platysphaera indochinensis (Chen, 1934)
- Platysphaera thaiensis Medvedev, 2001